# Basapur, Koppal
Basapur là một làng thuộc tehsil Koppal, huyện Koppal, bang Karnataka, Ấn Độ.